# La canción del olvido

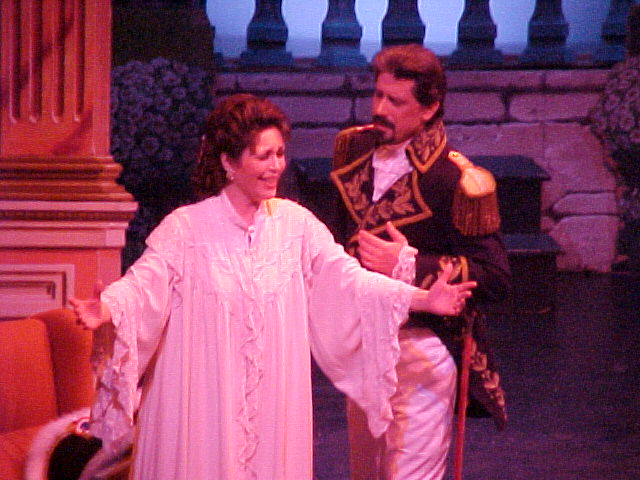
Représentation de La canción del olvido à Puerto del Rosario, le 9 décembre 2000.

La canción del olvido est une zarzuela, comédie lyrique en un acte, divisée en quatre tableaux. Le livret est de Federico Romero Sarachaga et Guillermo Fernández-Shaw Iturralde avec une musique de José Serrano. La première a lieu au Teatro Lírico de Valence le 17 novembre 1916, puis elle est jouée au Teatro de la Zarzuela de Madrid le 1er mars 1918.

## Argument

### Acte unique
L'action se passe dans la ville imaginaire de Sorrentinos, près de Naples, en 1799,.
Premier tableau
La princesse Rosina séjourne avec sa fidèle servante à l'auberge de l'Oie donnant sur la place de la ville. Un musicien ambulant du nom de Toribio s'y rend et parle à l'aubergiste de la courtisane Flora qui rend fou d'amour le beau capitaine Leonello. La princesse arrive avec sa servante dans ses appartements et commente aussi les amours du capitaine.
Leonello arrive à son tour avec ses compagnons et déclare son intention de séduire Flora, l'ajoutant à sa liste de conquêtes. Rosina entend cela de sa fenêtre et décide d'ourdir un plan pour obtenir son amour. Leonello demande à Toribio de chanter une sérénade à Flora; mais alors qu'il se dispose à chanter, c'est Rosina qui le fait à sa place de la jalousie de sa fenêtre. Leonello est fasciné par cette voix et se demande de qui est-elle. 
Rosina appelle Toribio et lui propose de séduire Flora, elle-même l'accompagnerait et se ferait passer pour le page de Toribio pour l'aider dans son entreprise de séduction.
Deuxième tableau

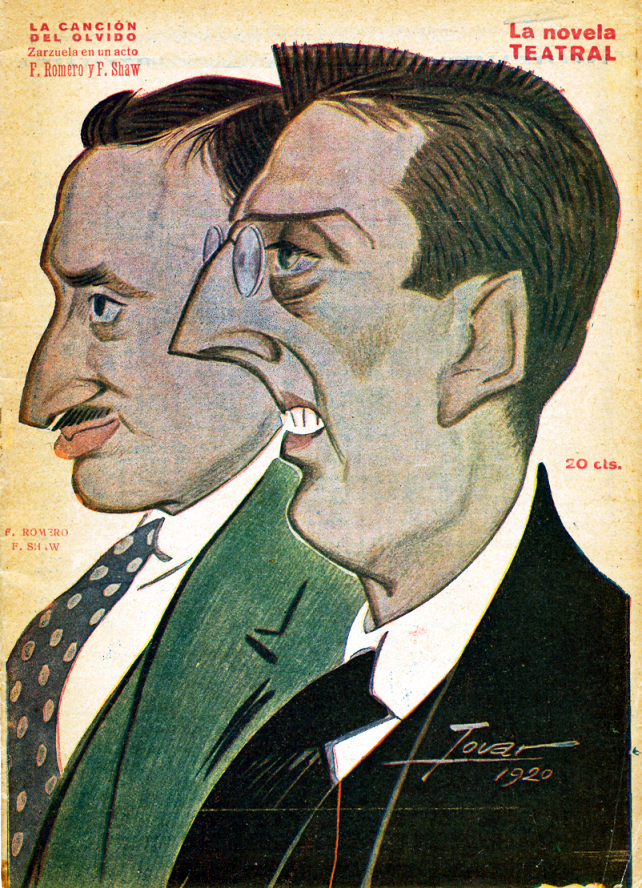
Livret de la zarzuela pour La Novela Teatral (1920) : caricature de Romero et Fernández Shaw.

La maison de Flora donne dans une rue de la ville. Toribio a rencontré Rosina pour réaliser son plan. Leonello apparaît et le défie. Rosina, déguisée en page, se prépare à chanter une sérénade à Flora; Celle-ci apparaît à la fenêtre demandant qui est le troubadour. Rosina explique que c'est  Toribio qui l'envoie et le décrit comme un grand prince. Flora tombe sous le charme et fait entrer Toribio dans son palais.
Leonello arrive avec sa rondalla et s'étonne de voir que Flora est toujours sous le charme de Toribio ; il interroge Rosina qui lui propose de se venger de Toribio. Lorsque Leonello part, Toribio apparaît brusquement expulsé du palais ; Rosina sourit avec contentement, constatant que son plan fonctionne.
Troisième tableau
L'action se poursuit dans un petit cabinet de la demeure de Flora, Rosina récite une prière devant une image de la Sainte Vierge. Leonello entre par le jardin et s'agenouille devant Rosina pour lui déclarer sa flamme. Elle le repousse moqueusement, mais lui propose un rendez-vous dans le jardin du  palais Marinelli pour vérifier la force de ses sentiments. Leonello se dirige vers ce jardin pendant que Rosina chante d'un ton moqueur la chanson de l'oubli (la canción del Olvido). Leonello est intrigué par la voix, reconnaissant celle qu'il a entendue à l'auberge et supplie de l'entendre à nouveau. Ne recevant pas de réponse, il marche lentement vers le jardin. 
Quatrième tableau
Une petite fête se déroule dans le jardin du palais Marinelli. Toribio divertit les invités de ses talents de conteur. Leonello arrive découragé et raconte à ses amis son amour pour la princesse Rosina, qui lui a fait oublier Flora. Resté seul, il voit Toribio et en profite pour le défier en duel ; le moment venu, ce dernier s'enfuit. Rosina parle avec Leonello, sans pouvoir réprimer son rire. Leonello se sent déconcerté par ses taquineries. Mais Rosina découvre qu'il est sincère dans ses dires et lui révèle la vérité et qui elle est vraiment. Leonello récupère sa joie et bénit la chanson de l'oubli qui lui a apporté le bonheur du véritable amour. La pièce se termine par le bonheur de Rosina et de Leonello.

## Morceaux
- Acte unique[4]
  - Prélude
- Premier tableau
  - Chanson de Leonello: Junto al puente de la peña
  - Chanson de l'Olvido: Marinela, Marinela
  - Bis de Rosina: Marinela, Marinela
- Deuxième tableau
  - Ténor et chœur général: Ya la ronda viene aquí
  - Chanson de Rosina: Canta trovador
  - Ténor et chœur des soldats: Soldado de Nápoles
  - Bis, ténor et rondalla: Hermosa Napolitana
- Troisième tableau
  - Rosina, Leonello et chœur à l'intérieur : Virgen Santa
  - Interlude orchestral
- Quatrième tableau
  - Finale: ¿Pero Capitán, que vais a hacer?